# Lamborghini Huracán
O Lamborghini Huracán é um automóvel desportivo construído pela empresa italiana Lamborghini desde 2014, substituindo o lendário Gallardo, uns dos carros mais bem sucedidos da história da companhia. Como é tradição na marca Lamborghini, o nome Huracán surgiu do lendário touro de lide indultado na praça Real Maestranza de Sevilla.

## Descrição

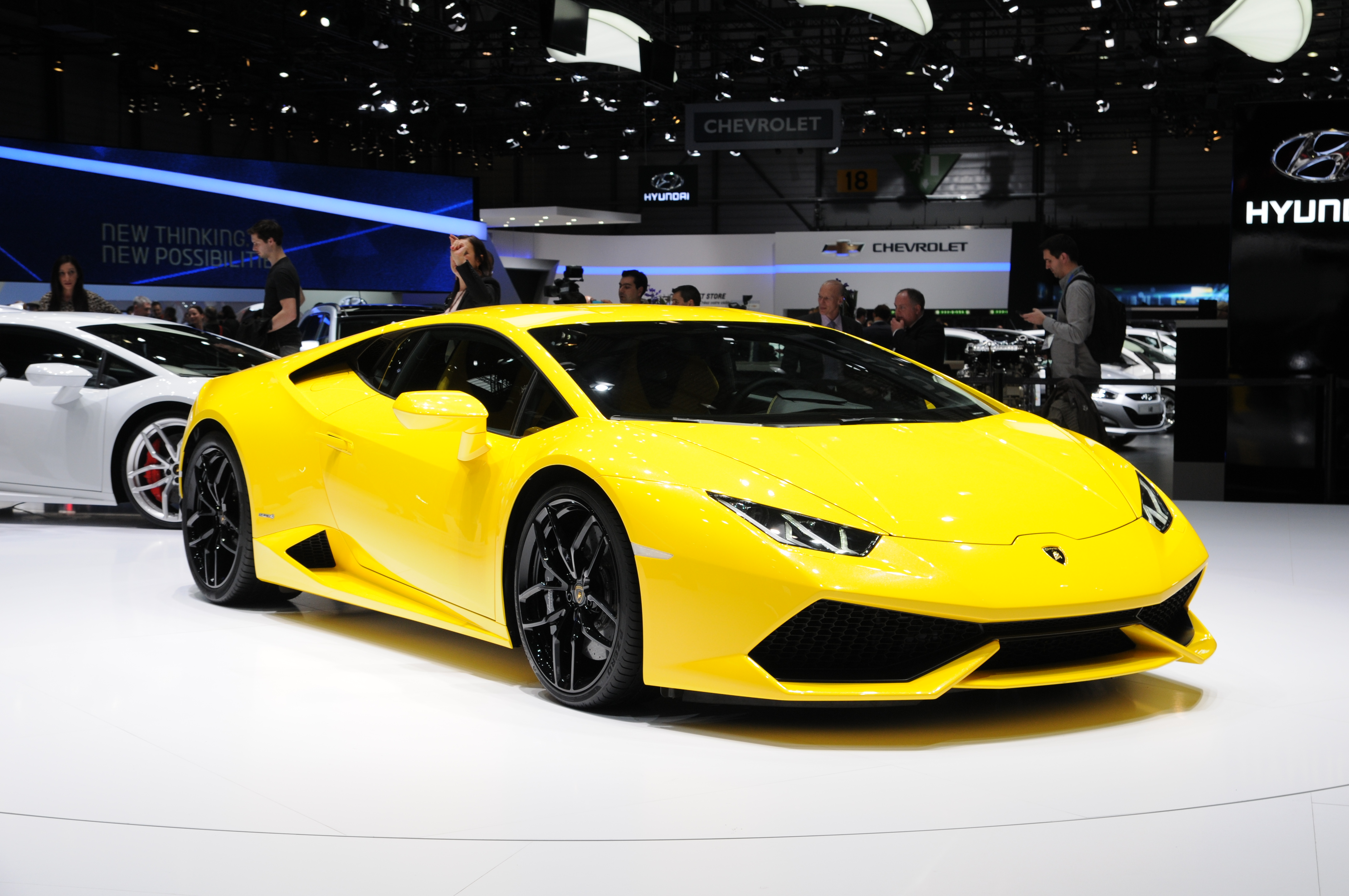
O Huracán na amostra do Geneva Motor Show de 2014.

O Huracán utiliza o mesmo bloco do motor do anterior Gallardo, um 5,2 litros V10. As alterações introduzidas permitiram aumentar a potência dos 520 cv do Gallardo LP-520-4 para 610 cv. O Huracan acelera dos 0 a 100 km/h em apenas 3,2 segundos e alcança a marca de 200 km/h em 9,5 segundos.
É possível conduzir o carro em três modos, são eles: Strada, Sport e Corsa que modificam o comportamento do carro. A caixa de sete velocidades é automatizada de uma única embreagem.

### Chassis híbrido
O Huracán utiliza um novo tipo de chassis. A nova tecnologia do chassis foi desenvolvida em conjunto com a Audi e utiliza a chamada "fibra de carbono forjado". A nova estrutura de carbono e alumínio na carroceria permite que o veículo seja 10% mais leve e chegando a ser 50% mais rígida do que a do Gallardo.

### Versão para competição - Huracan Super Trofeo
A Lamborghini lançou em agosto de 2014 uma versão destinada à competição do Huracan. O Huracan Super Trofeo tem mais 9cv do que a versão de série, tração traseira e um conjunto de apêndices aerodinâmicos especiais. Este carro foi especialmente fabricado com a ajuda da Dallara para o troféu monomarca organizado pela Lamborghini, o Lamborghini Blancpain Series com provas em três continentes (Ásia, Europa e América do Norte).